# Stelio Nardin
Stelio Nardin (Trieste, 26 agosto 1939 – Cervignano del Friuli, 11 agosto 2014) è stato un calciatore italiano, di ruolo terzino destro.

## Carriera

### Giocatore

#### Club
Dopo aver giocato nelle giovanili della Gladiator come attaccante, per diventare terzino dietro suggerimento del suo compagno di squadra e concittadino Dionigio Zanutel, cominciò la sua carriera professionistica al Catanzaro, con cui trascorse cinque campionati di Serie B per passare poi al Napoli a 26 anni, dove formò formò con Pogliana un tandem ben assortito di terzini. Ha disputato complessivamente 135 partite in Serie A coi partenopei, vincendo una Coppa delle Alpi nella stagione 1965-1966 (campionato in cui la squadra raggiunse il terzo posto, risultato migliorato poi con il secondo posto della stagione 1967-1968), prima di chiudere la carriera alla Casertana in Serie C.

#### Nazionale
Giocò una partita in nazionale, il 27 marzo 1967 allo stadio Olimpico di Roma contro il Portogallo, per via di un infortunio occorso a Tarcisio Burgnich. Disputò una gara anche con la nazionale B, in occasione di Italia-Lussemburgo.

## Dopo il ritiro
Ha ricevuto un premio per il suo contributo al calcio locale durante i festeggiamenti per l'85º anniversario della Pro Romans.

## Statistiche

### Cronologia presenze e reti in nazionale
| Cronologia completa delle presenze e delle reti in nazionale ― Italia | Cronologia completa delle presenze e delle reti in nazionale ― Italia | Cronologia completa delle presenze e delle reti in nazionale ― Italia | Cronologia completa delle presenze e delle reti in nazionale ― Italia | Cronologia completa delle presenze e delle reti in nazionale ― Italia | Cronologia completa delle presenze e delle reti in nazionale ― Italia | Cronologia completa delle presenze e delle reti in nazionale ― Italia | Cronologia completa delle presenze e delle reti in nazionale ― Italia |
| Data                                                                  | Città                                                                 | In casa                                                               | Risultato                                                             | Ospiti                                                                | Competizione                                                          | Reti                                                                  | Note                                                                  |
| --------------------------------------------------------------------- | --------------------------------------------------------------------- | --------------------------------------------------------------------- | --------------------------------------------------------------------- | --------------------------------------------------------------------- | --------------------------------------------------------------------- | --------------------------------------------------------------------- | --------------------------------------------------------------------- |
| 27-3-1967                                                             | Roma                                                                  | Italia                                                                | 1 – 1                                                                 | Portogallo                                                            | Amichevole                                                            | -                                                                     |                                                                       |
| Totale                                                                |                                                                       | Presenze                                                              | 1                                                                     |                                                                       | Reti                                                                  | 0                                                                     |                                                                       |

## Palmarès

### Giocatore

#### Club
- Coppa delle Alpi: 1

Napoli: 1966